# Corrente
Corrente är en kommun i Brasilien.   Den ligger i delstaten Piauí, i den östra delen av landet, 700 km nordost om huvudstaden Brasília. Antalet invånare är 25 408.
Omgivningarna runt Corrente är huvudsakligen savann. Runt Corrente är det mycket glesbefolkat, med 6 invånare per kvadratkilometer.